# Cinéma sans visa
Cinéma sans visa était une émission de Jean Lacouture et Jean-Claude Guillebaud, diffusée une fois par mois sur FR3, le jeudi en première partie de soirée entre 1982 et 1985 puis le mercredi vers 22H30 en 1986.

## Principe de l'émission
Son objectif était de faire connaître au public des cinématographies nationales peu représentées dans la distribution commerciale. La diffusion du film (en VO sous-titrée) était suivie d'un entretien ou d'un débat.

## Programmation

### 1982
| Diffusion         | Film                            | Réalisateur         | Pays            |
| ----------------- | ------------------------------- | ------------------- | --------------- |
| 29 avril 1982     | Le cycle                        | Dariush Mehrjui     | Iran            |
| 27 mai 1982       | Salpêtre sanglant               | Helvio Soto         | Chili           |
| 24 juin 1982      | Gare centrale                   | Youssef Chahine     | Égypte          |
| 29 juillet 1982   | Angel                           | Chatrichalerm Yukol | Thaïlande       |
| 26 aout 1982      | Baara                           | Souleymane Cissé    | Mali            |
| 30 septembre 1982 | Trains étroitement surveillés   | Jiří Menzel         | Tchécoslovaquie |
| 28 octobre 1982   | Le Dieu noir et le Diable blond | Glauber Rocha       | Brésil          |
| 18 novembre 1982  | Viva el Presidente              | Miguel Littin       | Mexique         |
| 16 décembre 1982  | Dakhal                          | Goutam Ghose        | Bangladesh      |

### 1983
| Diffusion         | Film                                     | Réalisateur            | Pays         |
| ----------------- | ---------------------------------------- | ---------------------- | ------------ |
| 27 janvier 1983   | Le sourire de l'homme tourmenté          | Yang Yanjin-Deng Yimin | Chine        |
| 24 février 1983   | Le Couteau dans la tête                  | Reinhard Hauff         | Allemagne    |
| 31 mars 1983      | Paratroopers                             | Yehuda Judd Ne'eman    | Israël       |
| 28 avril 1983     | L'insurrection                           | Peter Lilienthal       | Nicaragua    |
| 26 mai 1983       | L'emigrant                               | Sanou Kollo            | Burkina Faso |
| 30 juin 1983      | Le Sacrifice                             | Atıf Yılmaz            | Turquie      |
| 28 juillet 1983   | Vote + fusil                             | Helvio Soto            | Chili        |
| 25 aout 1983      | La Bru                                   | Khodjakouli Narliev    | Turkménistan |
| 22 septembre 1983 | Les parents du dimanche                  | János Rózsa            | Hongrie      |
| 27 octobre 1983   | L'entreprise pardonne un moment de folie | Mauricio Walerstein    | Mexique      |
| 24 novembre 1983  | Breaker Morant                           | Bruce Beresford        | Australie    |

### 1984
| Diffusion         | Film                     | Réalisateur         | Pays            |
| ----------------- | ------------------------ | ------------------- | --------------- |
| 5 janvier 1984    | Le jeu de la pomme       | Věra Chytilová      | Tchécoslovaquie |
| 9 février 1984    | Traversées               | Mahmoud Ben Mahmoud | Tunisie         |
| 8 mars 1984       | Réjeanne Padovani        | Denis Arcand        | Canada          |
| 12 avril 1984     | La Terre de nos ancêtres | Rauni Mollberg      | Finlande        |
| 24 mai 1984       | Le hors-la loi           | Ágúst Guðmundsson   | Islande         |
| 14 juin 1984      | La Parentèle             | Nikita Mikhalkov    | Russie          |
| 13 septembre 1984 | Hamsin                   | Daniel Wachsmann    | Israël          |
| 4 octobre 1984    | Les Dieux et les Morts   | Ruy Guerra          | Brésil          |
| 1er novembre 1984 | Le gardien de chevaux    | Xie Jin             | Chine           |
| 6 décembre 1984   | Country Man              | Dickie Jobson       | Jamaïque        |

### 1985
| Diffusion         | Film                    | Réalisateur          | Pays         |
| ----------------- | ----------------------- | -------------------- | ------------ |
| 24 janvier 1985   | Juste avant la nuit     | Claude Chabrol       | France/Liban |
| 21 février 1985   | Le trésor               | Lester James Peries  | Sri Lanka    |
| 21 mars 1985      | Tu écraseras le serpent | Türkân Şoray         | Turquie      |
| 23 mai 1985       | La Perle de la couronne | Kazimierz Kutz       | Pologne      |
| 20 juin 1985      | Gaijin                  | Tizuka Yamasaki      | Brésil/Japon |
| 18 juillet 1985   | Aziza                   | Abdellatif Ben Ammar | Tunisie      |
| 29 août 1985      | Amok                    | Souheil Ben Barka    | Maroc        |
| 26 septembre 1985 | Tonnerres lointains     | Satyajit Ray         | Inde         |
| 28 novembre 1985  | Le vent                 | Souleymane Cisse     | Mali         |
| 12 décembre 1985  | Le pouvoir des mouilles | Alfonso Arau         | Mexique      |

### 1986
| Diffusion       | Film                             | Réalisateur       | Pays        |
| --------------- | -------------------------------- | ----------------- | ----------- |
| 19 février 1986 | Bayan Ko                         | Lino Brocka       | Philippines |
| 19 mars 1986    | Destinées                        | Predrag Golubović | Yougoslavie |
| 28 mai 1986     | Agit                             | Yilmaz Güney      | Turquie     |
| 18 juin 1986    | Les Oliviers de la justice       | James Blue        | Algérie     |
| 16 juillet 1986 | Mes armes crachent ...des fleurs | Yiannis Fafoutis  | Grèce       |
| 20 aout 1986    | La Maison tragique               | Masihuddin Shaker | Bangladesh  |